# 吉爾西夫卡
46°38′25″N 35°23′27″E / 46.64028°N 35.39083°E
吉爾西夫卡（烏克蘭語：Гірсівка）是位於烏克蘭東南部的村莊，由扎波羅熱州梅利托波爾區的亞歷山德里夫卡市鎮負責管轄。該村距離納傑日季涅5公里，始建於1892年，面積3.71平方公里，海拔高度2米，2001年人口1,313。